# Desmeocraera punctata
Desmeocraera punctata är en fjärilsart som beskrevs av M.Gaede 1932. Desmeocraera punctata ingår i släktet Desmeocraera och familjen tandspinnare. Inga underarter finns listade i Catalogue of Life.